# Vormwald (Schalksmühle)
Vormwald ist ein Ortsteil der Gemeinde Schalksmühle im Märkischen Kreis im Regierungsbezirk Arnsberg in Nordrhein-Westfalen (Deutschland). 

## Lage und Beschreibung
Der Wohnplatz liegt östlich der Bundesautobahn 45 nordöstlich der Anschlussstelle Lüdenscheid-Nord.
Nachbarorte auf dem Gemeindegebiet sind Winkeln, Mesekendahl, Brake, Sonnenscheid, Rehweg und Wersbecke. Bei Vormwald befindet sich das überregional bekannte Wildtiergehege Mesekendahl.

## Geschichte
Vormwald gehörte bis zum 19. Jahrhundert der Bauerschaft Winkeln des Kirchspiels Hülscheid an. Ab 1816 war der Ort Teil der Gemeinde Hülscheid in der Bürgermeisterei Halver im Kreis Altena, 1818 lebten sechs Einwohner im Ort. Der laut der Ortschafts- und Entfernungs-Tabelle des Regierungs-Bezirks Arnsberg als Vorm Walde bezeichnete und als Kotten kategorisierte Ort besaß 1839 ein Wohnhaus. Zu dieser Zeit lebten neun Einwohner im Ort, allesamt evangelischen Bekenntnisses.
1844 wurde die Gemeinde Hülscheid mit Vormwald von dem Amt Halver abgespaltet und dem neu gegründeten Amt Lüdenscheid zugewiesen.
Der Ort ist auf der Preußischen Uraufnahme von 1840 unter dem Namen vorm Wald verzeichnet. Ab der Preußischen Neuaufnahme von 1892 ist der Ort auf Messtischblättern der TK25 bis Ende des 20. Jahrhunderts als vorm Walde verzeichnet, ab der Ausgabe 1987 als Vormwald.
Das Gemeindelexikon für die Provinz Westfalen gibt 1885 für Vor`m Walde eine Zahl von 13 Einwohnern an, die in zwei Wohnhäusern lebten. 1895 besitzt der Ort zwei Wohnhäuser mit 13 Einwohnern, 1905 werden ein Wohnhaus und sechs Einwohner angegeben.
1969 wurden die Gemeinden Hülscheid und Schalksmühle zur  amtsfreien Großgemeinde (Einheitsgemeinde) Schalksmühle im Kreis Altena zusammengeschlossen und Vormwald gehört seitdem politisch zu Schalksmühle, das 1975 auf Grund des Sauerland/Paderborn-Gesetzes Teil des neu geschaffenen Märkischen Kreises wurde.